# Ołeksijiwka (Krym)
Ołeksijiwka (ukr. Олексіївка, ros. Алексеевка, Aleksiejewka) – wieś na Ukrainie, w Autonomicznej Republice Krymu (de iure stanowiącej integralną część państwa ukraińskiego, w 2014 anektowanej przez Rosję i odtąd funkcjonującej jako Republika Krymu), w rejonie perwomajskim. W 2001 liczyła 1303 mieszkańców, wśród których 224 wskazało jako ojczysty język ukraiński, 708 rosyjski, 347 krymskotatarski, 8 białoruski, a 16 inny. Według spisu ludności przeprowadzonego przez okupacyjne władze rosyjskie populacja wsi w 2014 wynosiła 913 osób.